# Ноктюрн в синем и золотом: старый мост в Баттерси
Ноктюрн в синем и золотом: Старый мост в Баттерси (англ. Nocturne: Blue and Gold – Old Battersea Bridge) — картина американского художника Джеймса Уистлера, написанная в 1872—1875 годах. Хранится в коллекции британской галереи Тейт. 
На картине изображен старый деревянный мост Баттерси через Темзу до того, как его заменили на современный мост. Также на картине видны слева старая церковь Челси (на северном берегу реки), недавно построенный мост Альберта справа, фейерверк в небе. Картина с вечерним пейзажем полна атмосферного эффекта. Для дополнительного эффекта мост написан выше, чем в реальности. Хокусай, любимый японский художник Уистлер, создал похожую картину высокого деревянного моста с фейерверками. 
Картина Национальным фондом художественных коллекций в 1905 году. 
Серия Ноктюрнов Уистлера, частью которой была эта картина, получила известность в 1877 году, когда влиятельный критик Джон Рёскин посетил выставку этой серии в Гросвенорской галерее. Он написал разгромную статью в которой обвинил Уистлера в том что тот «просит две сотни гиней, чтобы бросить горшок краски в лицо общественности». Это резко снизило стоимость работ художника. Уистлер подал в суд за клевету в 1878 году</ref>. Судья по этому делу, барон Хаддлстон, вызвал смех в зале, когда он (очевидно, искренне) спросил Уистлера: «Какая часть картины является мостом?». Дело закончилось тем, что суд присудил Уистлер только один фартинг. После этого Уистлер объявил себя банкротом. 
В 1905 году «Ноктюрн в синем и золотом» стал первым значительным приобретением недавно созданного Национального фонда художественных коллекций и в том же году была подарена галерее Тейт, где она и находится по сей день. 